# MPEG-3
MPEG-3 é a designação para um grupo de padrões de codificação de áudio e vídeo acordados pelo Moving Picture Experts Group (MPEG) projetado para lidar com sinais HDTV em 1080p na faixa de 20 a 40 megabits por segundo. O MPEG-3 foi lançado como um esforço para atender à necessidade de um padrão HDTV enquanto o trabalho no MPEG-2 estava em andamento, mas logo se descobriu que o MPEG-2, com altas taxas de dados, acomodaria HDTV. Assim, em 1992 a HDTV foi incluída como um perfil separado no padrão MPEG-2 e o MPEG-3 foi incorporado ao MPEG-2.